# Força entre tres cossos
La força entre tres cossos és una força que no existeix en un sistema de dos objectes, però sí que apareix en un sistema de tres cossos, En general, si el comportament d'un sistema de més de dos objectes no pot ser explicat per les interaccions entre totes les parelles possibles, com a primera aproximació, això és degut a una força entre tres cossos.
La força forta sembla que té un comportament com aquests. Això és fonamentalment perquè els gluons, els mediadors de la interacció forta es poden emparellar entre ells. En física de partícules, les interaccions entre els tres quarks que componen els hadrons es pot descriure gràcies a un model de diquarks que pot ser equivalent a la hipòtesi de la força entre tres cossos. Hi ha cada vegada més proves que en el camp de la física nuclear hi ha una força entre tres cossos entre els nucleons